# Chanakya
Chanakya (Sanskrit: चाणक्य Cāṇakya) (* um 350 v. Chr.; † um 283 v. Chr.) war Minister und engster Berater des ersten Kaisers des indischen Maurya-Reiches Chandragupta Maurya (* um 340 v. Chr.; † um 293 v. Chr.) und spielte eine große Rolle bei dessen Aufstieg. Das politische Lehrbuch Arthashastra wird ihm zugeschrieben, wenngleich vermutet wird, dass ein anderer dem Buch Teile hinzugefügt hat.

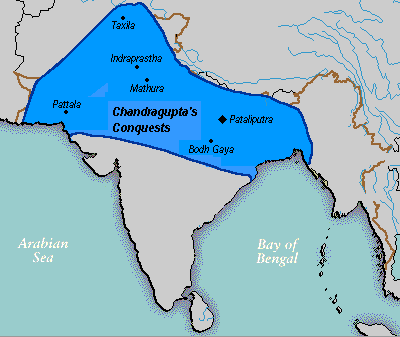
Das Maurya-Reich unter Chandragupta in seinen frühen Jahren ab 323 v. Chr.

Zwei Bücher werden Chanakya zugeschrieben: Arthashastra und Nitishastra. Das Arthashastra diskutiert Geld- und Finanzpolitik, internationale Beziehungen, militärische Strategie und andere Staatsangelegenheiten. Der Autor des Buches nennt sich Kautilya (oder auch Kautalya), und dieser wird mit Chanakya identifiziert. Das Nitishastra ist eine Schrift über die ideale Lebensweise, die viel über die indische Kultur zu dieser Zeit überliefert.